# Шуптар, Василий Иванович
Василий Иванович Шуптар (укр. Шуптар Василь Іванович, род.27 января 1991 года) — украинский борец вольного стиля, призёр чемпионатов Европы 2014 и 2019 годов, призёр чемпионата мира и Европейских игр.

## Биография
Родился в 1991 году. Борьбою начал заниматься в 2004 году.
В 2013 году принял участие в летней Универсиаде в Казани, где в весовой категории до 61 кг занял третье место. 
На чемпионате Европы по борьбе, в 2014 году, занял третье место в категории до 61 кг.
В 2015 году принял участие в I Европейских играх в городе Баку, где в весовой категории до 61 кг занял третье место. 
В 2015 году в весовой категории до 61 кг стал бронзовым призёром чемпионата мира.
В 2019 году на чемпионате Европы в Бухаресте, украинский спортсмен в борьбе а третье место одолел польского атлета Кшиштофа Бьянковски и завоевал бронзовую медаль. 